# Sóc Collie
Sóc Collie, tên khoa học Sciurus colliaei, là một loài động vật có vú trong họ Sóc, bộ Gặm nhấm. Loài này được Richardson mô tả năm 1839. Chúng sinh sống chủ yếu ở México.